# Pierre Danzelle
Pierre Danzelle, né le 2 novembre 1919 à Cette (aujourd'hui Sète), mort le Modèle:Dat de décèse à Saint-Herblain (Loire-Atlantique), est un footballeur français. Il a également été entraîneur de football.

## Carrière

### Joueur
Formé au Football Club de Sète, il est l'un des joueurs qui a marqué l'histoire du club, notamment en gagnant le Championnat de France 1939.
Pendant la guerre, il fait partie de l'Équipe fédérale Montpellier-Languedoc du Championnat 1943-1944 mise en place par le régime de Vichy.
À la libération, il retourne au Football Club de Sète qui ne domine plus le championnat. Pour la saison 1947-1948, il est entraîneur ainsi que joueur au club, mais son équipe se sauve de justesse en terminant 16e.
À 31 ans, il quitte son club de toujours et rallie le Nîmes Olympique, voisin régional qui évolue en 2e division sous les ordres de Pierre Pibarot. Le club est ambitieux et espère rapidement atteindre l'élite, il y apporte ainsi toute son expérience de joueur de haut niveau.
Il n'y reste que pour la saison 1948-1949, et se tourne ensuite vers le FC Rouen, un autre club de D2. Avec seulement 15 matchs de joués, il met un terme à sa carrière à l'issue de la saison.

### Entraîneur
Il entame sa carrière d'entraîneur en 1947 en tant qu'entraîneur-joueur du Football Club de Sète. 
À l'issue de sa carrière de joueur, on le retrouve en 1960 aux commandes d'une équipe amateur, le Cercle de Dijon.
En mars 1970, il remplace Jean-Pierre Bakrim à la tête des Girondins de Bordeaux pour la fin de la saison alors qu'il s'occupait des joueurs amateurs. Au cours de cette période, il lance Alain Giresse dans le grand bain. Il est remplacé à la fin de la saison par André Gérard.
Il fera également partie un temps de l'Association sportive aixoise.

## Palmarès
- Championnat de France : Vainqueur en 1939 (avec le FC Sète).

- Coupe de France : finaliste en 1942 (avec le FC Sète).